# Pararctia aurora
Pararctia aurora là một loài bướm đêm thuộc phân họ Arctiinae, họ Erebidae.